# Episodi di Within These Walls (prima stagione)
La prima stagione della serie televisiva Within These Walls è stata trasmessa in anteprima nel Regno Unito dalla Independent Television tra il 4 gennaio 1974 e il 29 marzo 1974.
| nº | Titolo originale                 | Titolo italiano | Prima TV UK      | Prima TV Italia |
| -- | -------------------------------- | --------------- | ---------------- | --------------- |
| 1  | Cause for Concern                |                 | 4 gennaio 1974   |                 |
| 2  | Lesson Number One                |                 | 11 gennaio 1974  |                 |
| 3  | The Walls Came Tumbling Down     |                 | 18 gennaio 1974  |                 |
| 4  | In Her Own Right                 |                 | 25 gennaio 1974  |                 |
| 5  | Prisoner by Marriage             |                 | 1º febbraio 1974 |                 |
| 6  | The Group                        |                 | 8 febbraio 1974  |                 |
| 7  | One Step Forward, Two Steps Back |                 | 15 febbraio 1974 |                 |
| 8  | Failing to Report                |                 | 22 febbraio 1974 |                 |
| 9  | Tea on St. Pancras Station       |                 | 1º marzo 1974    |                 |
| 10 | Guessing Game                    |                 | 8 marzo 1974     |                 |
| 11 | When the Bough Breaks            |                 | 15 marzo 1974    |                 |
| 12 | Labour of Love                   |                 | 22 marzo 1974    |                 |
| 13 | A Sense of Duty                  |                 | 29 marzo 1974    |                 |